# Anarthruropsis similis
Anarthruropsis similis is een naaldkreeftjessoort uit de familie van de Anarthruridae. De wetenschappelijke naam van de soort is voor het eerst geldig gepubliceerd in 1990 door Kudinova-Pasternak.